# Cosa (Südliches Anhalt)
Cosa is een plaats en voormalige gemeente in de Duitse deelstaat Saksen-Anhalt, en maakt deel uit van de Landkreis Anhalt-Bitterfeld.
Cosa telt 281 inwoners.